# 63P/Вильда
Комета Вильда 1 (63P/Wild) — короткопериодическая комета из семейства Юпитера, которая была открыта 26 марта 1960 года швейцарским астрономом Паулем Вильдом на фотопластинке, полученной с телескопа обсерватории Циммервальда Астрономического института университета Берна (Швейцария). Он описал её как диффузный объект 14,3 m видимой звёздной величины в созвездии Льва. Обладает довольно коротким периодом обращения вокруг Солнца — чуть более 14,90 года.

Орбита кометы Вильда 1 и её положение в Солнечной системе

## История наблюдений
Первая параболическая орбита была вычислена и опубликована Вильдом 20 апреля. Согласна его расчётам комета должна была пройти свой перигелий 15 февраля 1960 года. После проведения ещё нескольких наблюдения английский астроном Брайан Марсден на их основе вычислил эллиптическую орбиту, которая была впервые опубликована 29 апреля. Эта орбита определяла дату перигелия 20 марта и орбитальный период 13,17 года.
В апреле комету наблюдали сразу несколько обсерваторий, но она быстро угасала. Последний раз она наблюдалась 27 июня Элизабет Рёмер в Военно-Морской обсерватории США с магнитудой 19,5. Рёмер была единственным человеком, который наблюдал за кометой на протяжении большей части мая и всего июня.
Следующее возвращение кометы ожидалось в 1973 году. Уточнив свои расчёты Брайан Марсден определил дату перигелия кометы 2 июля 1973 года. Впоследствии комета была восстановлена 8 января 1973 года, когда Рёмер фотографировала её с магнитудой от 19,5 до 20,0 m. Точное измерение её положения позволило установить, что расчёты Марсдена ошибались всего на один день. В этот раз условия для наблюдения кометы были неблагоприятными и её яркость не превышала 19 m звёздную величину. В последний раз она наблюдалась 5 июня.
Во время своего последующего возвращения в 1986 году обнаружить комету так и не удалось, но она была восстановлена в конце 1999 и в 2013 годах, когда она достигала своей максимальной яркости 12 m.